# Гоголев, Захар Васильевич
Заха́р Васи́льевич Го́голев (1911—1974) — советский учёный-историк, доктор исторических наук (1973).
Автор более 40 научных работ и коллективных монографий.

## Биография
Родился 1 августа 1911 года в одном из сёл ныне Чериктяйского наслега Дюпсинского улуса (ныне Усть-Алданский улус).
Будучи активным членом комсомола, в 1930-х годах, после окончания Якутского педагогического техникума, работал в аппаратах обкома ВЛКСМ и ЦИК Якутской АССР. В 1940 году окончил Московский институт философии, литературы и истории (МИФЛИ, закрыт в 1941 году) и был оставлен для продолжения учёбы в его аспирантуре (1940—1941).
В июле 1941 года добровольцем ушёл в действующую армию. Участник Великой Отечественной войны, служил в 1281-м стрелковом полку 60-й стрелковой дивизии, в армии находился по 1948 год. После демобилизации работал преподавателем Киевского военно-пехотного училища. В этом же году в Киевском государственном университете защитил кандидатскую диссертацию.
Вернулся на родину и в 1949—1963 годах был директором Института языка, литературы и истории Якутского филиала Сибирского отделения Академии наук СССР , с 1958 года одновременно заместитель председателя Президиума Якутского филиала СО АН СССР. С 1963 года Захар Васильевич Гоголев — старший научный сотрудник, затем — заведующий сектором общих проблем истории Института истории, филологии и философии СО АН СССР.
В 1972 году Гоголев защитил диссертацию на соискание ученой степени доктора исторических наук, которая была утверждена после его смерти в 1976 году. Учёный принимал участие в организации научных исследований Сибири, являлся одним из ведущих авторов и заместителем главного редактора 5-томной «Истории Сибири» (1968), работал в составе редколлегии по подготовке многотомных трудов по истории рабочего класса и крестьянства Сибири.
Умер 24 декабря 1974 года в Новосибирске.
Был награждён орденом Красной Звезды и медалями, в числе которых «За оборону Москвы» и «За победу над Германией в Великой Отечественной войне 1941—1945 гг.».